# Sepit
Sepit is een bestuurslaag in het regentschap Oost-Lombok van de provincie West-Nusa Tenggara, Indonesië. Sepit telt 5805 inwoners (volkstelling 2010).